# レアンドロ・デサバト
レアンドロ・デサバト（Leandro Desábato, 1979年1月24日 - ）は、アルゼンチン・サンタフェ州カッフェラータ出身の元同国代表のサッカー選手、サッカー指導者。現役時代のポジションはディフェンダー。

## 経歴

### クラブ
1997年にエストゥディアンテス・デ・ラ・プラタでプロとしてのキャリアを開始した。2001年にクラブ・オリンポで1シーズン過ごした後、キルメスACへプレーする場を移した。デサバトは、両チームでプリメーラB・ナシオナルからプリメーラ・ディビシオンへの昇格を経験した。2005年のコパ・リベルタドーレスでサンパウロFCのグラフィッチに人種差別発言をしたとし、試合後に警察に逮捕された。元ブラジル代表でコラムニストのトスタンは、これは単にサッカー界で常に存在してきた挑発の一種で、彼はレイシストではないと擁護した。2006年、キルメスを後にしAAアルヘンティノス・ジュニアーズへ移籍。そこで2年間を過ごした後、エストゥディアンテス・デ・ラ・プラタへ戻った。2008年後期からスタメンの座を掴むとコパ・スダメリカーナ決勝進出に貢献した。
2009年も引き続き中心選手としてプレーし、同年のコパ・リベルタドーレス優勝に貢献した。大会中にCBのパートナーが、アグスティン・アラジェス、クリスティアン・セジャイ、ロランド・スキアビと次々と変わっていく中でもデサバトは守備陣で唯一全試合に出場した。
2009年にエル・パイス紙が実施し、ジャーナリストの投票で決まる南米チーム・オブ・ザ・イヤーに選ばれた。

## 代表
2011年、ブラジル代表とのスーペルクラシコ・デ・ラス・アメリカスに向けた試合に、負傷で辞退したギジェルモ・ブルディッソの代わりに招集され、11月15日の同試合でアルゼンチン代表デビューを果たした。